# Ben Chilwell
Benjamin James Chilwell známý jako Ben Chilwell (* 21. prosince 1996, Milton Keynes, Anglie, Spojené království) je anglický fotbalový obránce a reprezentant, od srpna 2020 hráč londýnské Chelsea.

## Klubová kariéra

### Leicester City
Chilwell se narodil v Milton Keynes, Buckinghamshire, a navštěvoval akademickou školu Redborne Upper School and Community College. Je produktem akademie Leicesteru City a na konci sezony 2014/15 získal ocenění Hráč roku v akademii.
Poté, co se představil v předsezónní přípravě pod novým manažerem Claudiem Ranierim, dostal Chilwell před sezónou 2015/16 na svém dresu číslo 30. Svůj profesionální debut provedl 27. října 2015 v ligovém poháru proti Hullu City. Chilwell odehrál celý zápas; Leicester prohrál 5:4 na penalty po remíze 1:1 po prodloužení.
Dne 19. listopadu 2015 se Chilwell připojil k Huddersfieldu, hrající Championship, na hostování do 3. ledna 2016. O devět dní později debutoval v domácí zápase s Middlesbrough.
Dne 28. července 2016 podepsal Chilwell s klubem novou smlouvu do roku 2021. 26. prosince 2016, v sezóně 2016/17, debutoval v Premier League při domácí porážce 0:2 s Evertonem. I přesto Chilwell obdržel chválu za jeho výkon. Během sezóny nastoupil celkem do 19 zápasů, včetně dvou v Lize mistrů, a 18. května 2017 vstřelil svůj první kariérní gól Tottenhamu Hotspur.
Chilwell byl poprvé vyloučen ve své kariéře 13. ledna 2018 poté, co obdržel dvě žluté karty během pěti minut v zápase s Chelsea. Dne 20. října 2018 podepsal Chilwell další novou smlouvu, která ho udržovala v týmu až do roku 2024.

### Chelsea
26. srpna 2020 Chilwell podepsal pětiletou smlouvu s Chelsea, která za něj zaplatila asi 50 milionů liber.

## Reprezentační kariéra
Spolu se svým Leicesterským spoluhráčem z Leicestru Demaraiem Grayem byl v září 2018 povolán do seniorské reprezentace Anglie, na přátelský zápas proti Švýcarsku. V tomto zápase debutoval 11. září, když v 79. minutě nahradil Dannyho Rose při domácím vítězství 1:0. Když se dostal na hřiště v zápase na stadionu King Power, stal se prvním reprezentantem Anglie, který debutoval na stadionu svého klubu od Paula Scholes na Old Trafford v roce 1997. Chilwell poprvé začal v základní sestavě 12. října v zápase s Chorvatskem v Lize národů, v zápase hraném bez diváků.

## Úspěchy

### Individuální
- Sestava sezóny Ligy mistrů UEFA – 2020/21[19]

## Osobní život
Benův otec pochází z Nového Zélandu a emigroval do Anglie v roce 1993, tři roky před Chilwellovým narozením.

## Statistiky

### Klubové
K zápasu odehranému 4. července 2020
| Klub                 | Sezóna  | Liga           | Liga   | Liga | FA Cup | FA Cup | EFL Cup | EFL Cup | Liga mistrů | Liga mistrů | Ostatní | Ostatní | Celkem | Celkem |
| Klub                 | Sezóna  | Liga           | Zápasy | Góly | Zápasy | Góly   | Zápasy  | Góly    | Zápasy      | Góly        | Zápasy  | Góly    | Zápasy | Góly   |
| -------------------- | ------- | -------------- | ------ | ---- | ------ | ------ | ------- | ------- | ----------- | ----------- | ------- | ------- | ------ | ------ |
| Huddersfield (host.) | 2015/16 | Championship   | 8      | 0    | —      | —      | —       | —       | —           | —           | —       | —       | 8      | 0      |
| Leicester            | 2015/16 | Premier League | 0      | 0    | 2      | 0      | 1       | 0       | —           | —           | —       | —       | 3      | 0      |
| Leicester            | 2016/17 | Premier League | 12     | 1    | 4      | 0      | 1       | 0       | 2           | 0           | —       | —       | 19     | 1      |
| Leicester            | 2017/18 | Premier League | 24     | 0    | 4      | 0      | 4       | 0       | —           | —           | —       | —       | 32     | 0      |
| Leicester            | 2018/19 | Premier League | 36     | 0    | 0      | 0      | 0       | 0       | —           | —           | —       | —       | 36     | 0      |
| Leicester            | 2019/20 | Premier League | 27     | 3    | 3      | 0      | 3       | 0       | —           | —           | —       | —       | 33     | 3      |
| Leicester            | Celkem  | Celkem         | 99     | 4    | 13     | 0      | 9       | 0       | 2           | 0           | —       | —       | 123    | 4      |
| Chelsea              | 2020/21 | Premier League | 0      | 0    | 0      | 0      | 0       | 0       | 0           | 0           | —       | —       | 0      | 0      |
| Celkem               | Celkem  | Celkem         | 107    | 4    | 13     | 0      | 9       | 0       | 2           | 0           | —       | —       | 131    | 4      |

### Reprezentační
K zápasu odehranému 17. listopadu 2019
| Rok    | Zápasy | Góly |
| ------ | ------ | ---- |
| 2018   | 5      | 0    |
| 2019   | 6      | 0    |
| Celkem | 11     | 0    |